# Porta Sant'Alessandro
Porta Sant'Alessandro (in dialetto bergamasco Pórta Sant Alissànd) è una delle quattro porte che accedono alla parte alta della città di Bergamo, ed è rivolta a ovest; prese il nome dalla chiesa di Sant'Alessandro, distrutta per la costruzione delle mura veneziane nel 1561.

## Storia
La parte alta della città di Bergamo era protetta da mura fino dall'epoca romana, le quali avevano quattro porte orientate come i punti cardinali, di cui ne rimane poca testimonianza; contrariamente, delle mura successive di epoca medioevale sono rimaste visibili parti in via Arena, Via del Vàgine, e verso il monastero di Chiesa di Santa Grata inter Vites, in Borgo Canale.

Scrisse nel 1112 Mosè del Brolo nel poema Liber Pergaminius, a lode di Bergamo, che la città conteneva tre colli (quelli di S. Giovanni, del S. Salvatore e di S. Eufemia) e aveva quattro porte vnuator Urbs oris portis patet ipsa quaternis interius grummis ceu diximus edita terni.

Con l'avvento delle vicinie le porte presero il loro nome diventando così: Porte di Santo Stefano (poi Porta San Giacomo), Sant'Andrea (poi Porta Sant'Agostino), San Lorenzo e Sant'Alessandro.
Dal 9 luglio 2017 le mura veneziane sono entrate a far parte dell'UNESCO come patrimonio dell'umanità, nel sito seriale transnazionale "Opere di difesa veneziane tra XVI e XVII secolo: Stato da Terra-Stato da Mar occidentale".
Porta Sant'Alessandro prese il nome dalla chiesa omonima; un documento dell'892 nomina questa grande basilica come la chiesa fuori della porta che dicesi di S. Alessandro non molto lontana dalla città di Bergamo; questa fu la prima chiesa dedicata al santo patrono e ne conteneva la tomba, e anche la prima cattedrale vescovile. Alla sua demolizione la reliquia venne traslata in quella che era la basilica di San Vincenzo nel 1600, diventando la Cattedrale di Sant'Alessandro, mentre il sepolcro vuoto venne spostato nella Chiesa di Sant'Alessandro della Croce, diventando, dopo il Concilio Vaticano II, l'altare comunitario.

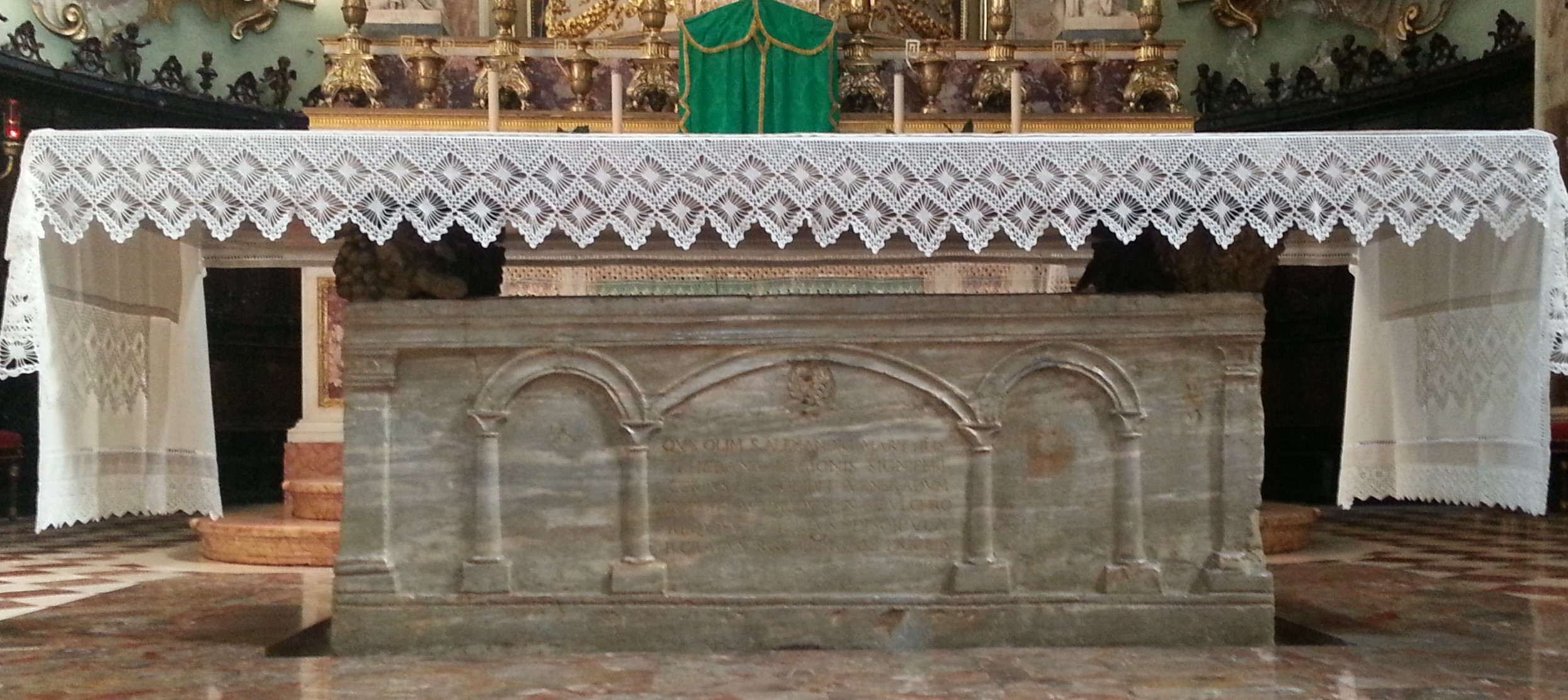
Altare chiesa Sant'Alessandro della croce, la prima tomba di Sant'Alessandro

## Descrizione
Era la porta maggiormente protetta dalle cannoniere poste nel bastione di Sant'Alessandro, e anche se strutturalmente simile alla porta Sant'Agostino, è molto più rustica. La parte esterna è in pietra grigia fino all'altezza del cordone, e la parte superiore è gialla fino all'altezza del tetto.

Nel  1958, su progetto di Luigi Angelini, fu posto nel timpano il leone marciano in pietra di Vicenza, opera dello scultore Antonio Milani di Vicenza.